# 43e législature du Québec
La 43e législature du Québec est un cycle parlementaire de l'Assemblée nationale du Québec qui s'ouvre à la suite des élections générales québécoises de 2022 tenues le 3 octobre précédent. Cette élection donne lieu à la reconduction d'un gouvernement majoritaire de la Coalition avenir Québec dirigé par François Legault.

## Lois marquantes

### Projets de loi marquants
- Loi modifiant principalement la loi sur l’instruction publique et édictant la loi sur l’Institut national d’excellence en éducation, dite réforme Drainville
- Loi visant à rendre le système de santé et de services sociaux plus efficace (Projet de loi n° 15)

## Chronologie

### 2022
- 3 octobre : 43e élections générales québécoises.
- 18 octobre : assermentation des 21 députés du Parti libéral du Québec.
- 18 octobre : assermentation des 90 députés de la Coalition avenir Québec.
- 19 octobre : assermentation des 11 députés de Québec solidaire.
- 20 octobre : François Legault annonce les ministres qui composeront son deuxième gouvernement.
- 21 octobre : assermentation des 3 députés du Parti québécois (sans serment d'allégeance au roi).
- 27 octobre : la députée Marie-Claude Nichols est exclue du caucus du Parti libéral du Québec.
- 7 novembre : la cheffe de l'opposition officielle, Dominique Anglade, annonce sa démission comme cheffe du Parti libéral du Québec. Elle prononce son intention de quitter ses fonctions de députée de Saint-Henri–Sainte-Anne le 1er décembre.
- 10 novembre : Marc Tanguay devient le chef intérimaire du Parti libéral et chef de l'opposition officielle[1].
- 29 novembre : début de la 43e législature.
- 1er décembre : Dominique Anglade quitte officiellement son poste de députée de Saint-Henri–Sainte-Anne.

### 2023
- 7 mars : Marie-Louise Tardif s’exclut temporairement du caucus de la CAQ le temps d'une enquête sur elle menée par la Sûreté du Québec.
- 13 mars : Guillaume Cliche-Rivard, candidat de Québec solidaire, remporte l'élection partielle dans la circonscription de Saint-Henri–Sainte-Anne.
- 28 mars : Marie-Louise Tardif réintègre le caucus de la CAQ.
- 19 juillet : Joëlle Boutin annonce sa démission pour le 31 juillet comme députée de la CAQ.
- 2 octobre : Pascal Paradis, candidat du Parti québécois, remporte l'élection partielle dans la circonscription de Jean-Talon, provoquée par le départ de Joëlle Boutin.
- 7 octobre : Frédéric Beauchemin, visé par une plainte de harcèlement psychologique, est expulsé du Parti libéral.
- 15 décembre : Frédéric Beauchemin, réintègre la caucus libéral après le retrait des plaintes.

### 2024
- 16 avril : Eric Lefebvre quitte le caucus de la CAQ pour siéger comme député indépendant.
- 29 avril : Émilise Lessard-Therrien quitte ses fonctions de co-porte-parole de Québec solidaire.
- 2 mai : Christine Labrie devient co-porte-parole par intérim de Québec solidaire.
- 5 septembre : Pierre Fitzgibbon démissionne comme député et ministre. Il quitte la vie politique.
- 12 septembre: Youri Chassin quitte le caucus de la CAQ pour siéger comme député indépendant[2].
- 16 novembre  : Ruba Ghazal est élue co-porte-parole de Québec solidaire après un vote auprès de leurs membres.

### 2025
- 17 mars : Catherine Gentilcore, candidate du Parti québécois, remporte l'élection partielle dans la circonscription de Terrebonne, provoquée par le départ de Pierre Fitzgibbon.
- 18 mars : Eric Lefebvre, démissionne comme député indépendant d'Arthabaska  pour se présenter pour le Parti conservateur du Canada dans la même région.
- 20 mars  : Gabriel Nadeau-Dubois, démissionne comme co-porte-parole de Québec solidaire. Il demeure député jusqu'aux prochaines élections générales québécoises en 2026. Il ne se représentera pas aux prochaines élections.
- 23 mars  : Guillaume Cliche-Rivard devient le porte-parole masculin intérimaire de Québec solidaire (QS), à la suite de la démission de Gabriel Nadeau-Dubois.
- 19 juin : Marie-Claude Nichols réintègre le caucus du Parti libéral après l'élection de Pablo Rodriguez comme nouveau chef du parti[3]
- 11 août : Alex Boissonneault, candidat de Parti québécois, remporte l'élection partielle dans la circonscription d'Arthabaska.

## Évolution des députés par parti
|                                      |                  |         |                  |                 |             |        |
| Période                              | Coalition avenir | Libéral | Québec solidaire | Parti québécois | Indépendant | Vacant |
| Du 3 au 26 octobre 2022              | 90               | 21      | 11               | 3               | -           | -      |
| Du 27 octobre au 30 novembre 2022    | 90               | 20      | 11               | 3               | 1           | -      |
| Du 1er décembre 2022 au 6 mars 2023  | 90               | 19      | 11               | 3               | 1           | 1      |
| Du 7 mars au 12 mars 2023            | 89               | 19      | 11               | 3               | 2           | 1      |
| Du 13 au 28 mars 2023                | 89               | 19      | 12               | 3               | 2           | -      |
| Du 28 mars au 31 juillet 2023        | 90               | 19      | 12               | 3               | 1           | -      |
| Du 31 juillet au 2 octobre 2023      | 89               | 19      | 12               | 3               | 1           | 1      |
| Du 2 octobre au 7 octobre 2023       | 89               | 19      | 12               | 4               | 1           | -      |
| Du 7 octobre au 15 décembre 2023     | 89               | 18      | 12               | 4               | 2           | -      |
| Du 15 décembre 2023 au 16 avril 2024 | 89               | 19      | 12               | 4               | 1           | -      |
| Du 16 avril au 4 septembre 2024      | 88               | 19      | 12               | 4               | 2           | -      |
| Du 4 au 12 septembre 2024            | 87               | 19      | 12               | 4               | 2           | 1      |
| Du 12 septembre 2024 au 17 mars 2025 | 86               | 19      | 12               | 4               | 3           | 1      |
| Du 17 au 18 mars 2025                | 86               | 19      | 12               | 5               | 3           | -      |
| Du 18 mars au 19 juin 2025           | 86               | 19      | 12               | 5               | 2           | 1      |
| Du 19 juin au 11 août 2025           | 86               | 20      | 12               | 5               | 1           | 1      |
| Depuis le 11 août 2025               | 86               | 20      | 12               | 6               | 1           | -      |

## Sondages

### Intentions de votes

#### Population entière
|                                                                           |                                                  |
| Évolution des intentions de vote pendant la 43e législature du Québec ( ) |                                                  |
| - Coalition avenir Québec - Parti libéral du Québec - Québec solidaire    | - Parti québécois - Parti conservateur du Québec |

##### En 2025
|                                                                   |    |    |    |    |    |   |            |      |        |      |
| 24 juin 2025                                                      | 16 | 29 | 8  | 31 | 14 | 2 | Mainstreet | 910  | ± 3,2  | PDF  |
| 22 juin 2025                                                      | 17 | 28 | 9  | 30 | 14 | 2 | Léger      | 1056 | ± 3,0  | PDF  |
| 16 juin 2025                                                      | 15 | 26 | 12 | 31 | 14 | 2 | Pallas     | 1085 | ± 3,0  | HTML |
| 14 juin 2025: Pablo Rodriguez est élu chef du PLQ                 |    |    |    |    |    |   |            |      |        |      |
| 11 mai 2025                                                       | 20 | 21 | 10 | 33 | 13 | 2 | Léger      | 1051 | ± 3,02 | PDF  |
| 17 mars 2025: le PQ remporte l'élection partielle dans Terrebonne |    |    |    |    |    |   |            |      |        |      |
| 10 mars 2025                                                      | 24 | 19 | 12 | 30 | 12 | 2 | Léger      | 1017 | ± 3,1  | PDF  |
| 1er mars 2025                                                     | 20 | 22 | 10 | 32 | 15 | 2 | Pallas     | 1120 | ± 2,9  | PDF  |
| 2 février 2025                                                    | 21 | 21 | 10 | 30 | 14 | 4 | Léger      | 1017 | ± 3,1  | PDF  |
| 22 janvier 2025                                                   | 25 | 15 | 12 | 34 | 11 | 3 | Léger      | 1003 | ± 3,09 | PDF  |

##### En 2024
| |      |      |      |      |      |     |        |      |        |      |
| 2 décembre 2024                                                                                         | 24   | 16   | 13   | 31   | 13   | 3   | Léger  | 1002 | ± 3,1  | PDF  |
| 26 novembre 2024                                                                                        | 20,4 | 18,3 | 11,9 | 35,0 | 12,8 | 1,6 | Pallas | 1093 | ± 3,0  | PDF  |
| 11 novembre 2024                                                                                        | 21   | 17   | 13   | 35   | 11   | 2   | Léger  | 1010 | ± 3,08 | PDF  |
| 6 octobre 2024                                                                                          | 24   | 17   | 14   | 32   | 12   | 1   | Léger  | 1036 | ± 3,04 | PDF  |
| 26 septembre 2024                                                                                       | 21,6 | 17,6 | 11,7 | 33,9 | 14,0 | 1,2 | Pallas | 1111 | ± 2,9  | PDF  |
| 3 septembre 2024                                                                                        | 23   | 17   | 13   | 31   | 14   | NC  | Pallas | 1191 | ± 3,0  | HTML |
| 25 août 2024                                                                                            | 24   | 16   | 15   | 29   | 13   | 3   | Léger  | 1041 | ± 3,04 | PDF  |
| 22 juin 2024                                                                                            | 21,7 | 16,7 | 13,2 | 35,0 | 12,2 | 1,2 | Pallas | 1445 | ± 2,6  | PDF  |
| 8 juin 2024                                                                                             | 21,5 | 17,1 | 15,9 | 33,1 | 10,6 | 1,8 | Pallas | 1339 | ± 2,7  | PDF  |
| 3 juin 2024                                                                                             | 25   | 15   | 14   | 32   | 10   | 3   | Léger  | 1015 | ± 3,08 | PDF  |
| 13 mai 2024                                                                                             | 22   | 17   | 12   | 32   | 12   | 4   | Léger  | 1031 | ± 3,05 | PDF  |
| 29 avril 2024: Émilise Lessard-Therrien démissionne de son poste de co-porte-parole de Québec Solidaire |      |      |      |      |      |     |        |      |        |      |
| 21 avril 2024                                                                                           | 24   | 15   | 14   | 34   | 10   | 3   | Léger  | 1026 | ± 3,06 | PDF  |
| 21 avril 2024                                                                                           | 19,5 | 22,8 | 12,9 | 32,9 | 10,7 | 1,2 | Pallas | 1256 | ± 2,8  | PDF  |
| 18 mars 2024                                                                                            | 22   | 14   | 18   | 34   | 10   | 2   | Léger  | 1033 | ± 3,05 | PDF  |
| 24 février 2024                                                                                         | 23,1 | 14,5 | 16,5 | 31,4 | 12,8 | 1,7 | Pallas | 1122 | ± 2,9  | PDF  |
| 5 février 2024                                                                                          | 25   | 15   | 16   | 32   | 11   | 1   | Léger  | 1032 | ± 3,05 | PDF  |
| 24 janvier 2024                                                                                         | 21,1 | 15,4 | 17,0 | 31,7 | 11,5 | 3,2 | Pallas | 1175 | ± 2,9  | PDF  |

##### En 2023
|                                                                             |      |      |      |      |      |     |            |      |        |      |
| 4 décembre 2023                                                             | 25   | 14   | 17   | 31   | 11   | 2   | Léger      | 1040 | ± 3,04 | PDF  |
| 18 novembre 2023                                                            | 24,1 | 15,5 | 16,1 | 30,4 | 11,3 | 2,7 | Pallas     | 1178 | ± 2,86 | PDF  |
| 30 octobre 2023                                                             | 30   | 15   | 15   | 26   | 12   | 3   | Léger      | 1026 | ± 3,06 | PDF  |
| 2 octobre 2023: Le PQ remporte l'élection partielle dans Jean-Talon         |      |      |      |      |      |     |            |      |        |      |
| 27 septembre 2023                                                           | 34,5 | 14,7 | 15,4 | 19,0 | 14,6 | 1,9 | Pallas     | 1095 | ± 2,96 | PDF  |
| 25 septembre 2023                                                           | 34   | 14   | 17   | 22   | 12   | 1   | Léger      | 1028 | ± 3,04 | PDF  |
| 21 août 2023                                                                | 37   | 12   | 15   | 22   | 11   | 3   | Léger      | 1036 | ± 3,04 | PDF  |
| 12 juin 2023                                                                | 37   | 13   | 16   | 23   | 9    | 2   | Léger      | 1042 | ± 3,03 | HTML |
| 3 juin 2023                                                                 | 33   | 13   | 17   | 22   | 12   | 3   | Angus Reid | 506  | ± 4,0  | HTML |
| 1er mai 2023                                                                | 36   | 14   | 16   | 22   | 10   | 2   | Léger      | 1201 | ± 2,83 | PDF  |
| 13 mars 2023: QS remporte l'élection partielle dans Saint-Henri-Sainte-Anne |      |      |      |      |      |     |            |      |        |      |
| 26 février 2023                                                             | 40   | 14   | 17   | 18   | 9    | 2   | Léger      | 1044 | ± 3,0  | PDF  |

##### En 2022 (après les élections)
| Dernier jour du sondage | CAQ  | PLQ  | QS   | PQ   | PCQ  | Autres | Sondeur | Échantillon | ME    | Source |
| ----------------------- | ---- | ---- | ---- | ---- | ---- | ------ | ------- | ----------- | ----- | ------ |
| Dernier jour du sondage |      |      |      |      |      |        | Sondeur | Échantillon | ME    | Source |
| 10 décembre 2022        | 41   | 14   | 14   | 18   | 10   | 3      | Léger   | 1002        | ± 3,1 | PDF    |
| 6 novembre 2022         | 36   | 14   | 19   | 18   | 11   | 3      | Léger   | 1028        | ± 3,1 | PDF    |
| Élection de 2022        | 41,0 | 14,4 | 15,4 | 14,6 | 12,9 | 1,7    |         |             |       | HTML   |

#### Par langue
| Sondeur    | Date              |      | CAQ  | CAQ  |      | PLQ  | PLQ  |      | QS   | QS   |      | PQ  | PQ  |  | PCQ | PCQ |  | Autres | Autres |
| Sondeur    | Date              |      |      |      |      |      |      |      |      |      |      |     |     |  |     |     |  |        |        |
| Sondeur    | Date              | FR   | NF   | FR   | NF   | FR   | NF   | FR   | NF   | FR   | NF   | FR  | NF  |  |     |     |  |        |        |
| Léger      | 2 décembre 2024   | 25   | 18   | 7    | 45   | 14   | 8    | 40   | 4    | 12   | 17   | 2   | 9   |  |     |     |  |        |        |
| Pallas     | 26 novembre 2024  | 23,4 | 10,6 | 9,1  | 48,0 | 13,2 | 7,6  | 41,5 | 14,1 | 11,4 | 17,6 | 1,4 | 2,1 |  |     |     |  |        |        |
| Léger      | 11 novembre 2024  | 24   | 13   | 5    | 54   | 15   | 6    | 44   | 8    | 11   | 13   | 1   | 7   |  |     |     |  |        |        |
| Léger      | 6 octobre 2024    | 29   | 9    | 7    | 50   | 15   | 9    | 38   | 12   | 10   | 19   | 1   | 1   |  |     |     |  |        |        |
| Pallas     | 26 septembre 2024 | 23,2 | 16,6 | 9,9  | 43,3 | 11,3 | 12,9 | 41,7 | 7,9  | 13,1 | 17,1 | 0,8 | 2,3 |  |     |     |  |        |        |
| Pallas     | 3 septembre 2024  | 25   | 14   | 11   | 47   | 15   | 6    | 35   | 7    | 13   | 21   | NC  | NC  |  |     |     |  |        |        |
| Léger      | 25 août 2024      | 28   | 14   | 7    | 44   | 16   | 11   | 37   | 6    | 11   | 19   | 1   | 6   |  |     |     |  |        |        |
| Pallas     | 22 juin 2024      | 22,1 | 19,8 | 10,6 | 46,1 | 14,3 | 7,9  | 40,2 | 9,8  | 11,9 | 13,6 | 0,9 | 2,9 |  |     |     |  |        |        |
| Pallas     | 8 juin 2024       | 23,9 | 13,5 | 9,9  | 41,0 | 15,0 | 19,2 | 39,5 | 11,8 | 10,2 | 12,1 | 1,6 | 2,4 |  |     |     |  |        |        |
| Léger      | 3 juin 2024       | 29   | 12   | 6    | 46   | 16   | 9    | 40   | 7    | 8    | 18   | 2   | 8   |  |     |     |  |        |        |
| Léger      | 13 mai 2024       | 26   | 9    | 6    | 51   | 15   | 5    | 40   | 9    | 11   | 15   | 2   | 11  |  |     |     |  |        |        |
| Léger      | 21 avril 2024     | 27   | 12   | 6    | 43   | 15   | 14   | 42   | 9    | 8    | 17   | 2   | 5   |  |     |     |  |        |        |
| Pallas     | 21 avril 2024     | 23,1 | 6,9  | 10,2 | 67,3 | 14,5 | 7,1  | 39,5 | 9,8  | 11,5 | 7,9  | 1,2 | 1,1 |  |     |     |  |        |        |
| Léger      | 18 mars 2024      | 25   | 10   | 4    | 51   | 20   | 13   | 42   | 7    | 7    | 18   | 2   | 2   |  |     |     |  |        |        |
| Pallas     | 24 février 2024   | 26,1 | 9,0  | 8,6  | 43,1 | 17,5 | 11,5 | 35,4 | 11,9 | 10,9 | 21,7 | 1,5 | 2,9 |  |     |     |  |        |        |
| Léger      | 5 février 2024    | 28   | 14   | 7    | 47   | 17   | 12   | 38   | 10   | 10   | 14   | 1   | 3   |  |     |     |  |        |        |
| Pallas     | 24 janvier 2024   | 23,7 | 9,3  | 8,3  | 48,8 | 18,9 | 8,4  | 37,3 | 5,1  | 9,8  | 19,4 | 2,0 | 9,0 |  |     |     |  |        |        |
| Léger      | 4 décembre 2023   | 31   | 7    | 5    | 44   | 18   | 14   | 37   | 9    | 9    | 21   | 1   | 5   |  |     |     |  |        |        |
| Pallas     | 18 novembre 2023  | 27,3 | 8,8  | 9,2  | 45,5 | 15,7 | 17,9 | 36,0 | 4,1  | 9,3  | 20,8 | 2,6 | 2,9 |  |     |     |  |        |        |
| Léger      | 30 octobre 2023   | 35   | 14   | 6    | 46   | 17   | 6    | 31   | 7    | 9    | 20   | 2   | 6   |  |     |     |  |        |        |
| Pallas     | 27 septembre 2023 | 38,0 | 17,2 | 8,4  | 45,5 | 17,1 | 6,8  | 22,6 | 1,3  | 12,6 | 24,1 | 1,2 | 5,1 |  |     |     |  |        |        |
| Léger      | 25 septembre 2023 | 39   | 19   | 5    | 39   | 20   | 7    | 27   | 6    | 7    | 26   | 1   | 3   |  |     |     |  |        |        |
| Léger      | 21 août 2023      | 42   | 19   | 5    | 40   | 16   | 9    | 27   | 5    | 8    | 21   | 2   | 6   |  |     |     |  |        |        |
| Léger      | 12 juin 2023      | 41   | 23   | 4    | 44   | 17   | 13   | 29   | 4    | 8    | 12   | 1   | 4   |  |     |     |  |        |        |
| Angus Reid | 3 juin 2023       | 36   | 19   | 7    | 52   | 18   | 11   | 25   | 2    | 12   | 10   | 3   | 6   |  |     |     |  |        |        |
| Léger      | 1er mai 2023      | 42   | 18   | 5    | 42   | 17   | 12   | 26   | 7    | 9    | 15   | 1   | 7   |  |     |     |  |        |        |
| Léger      | 26 février 2023   | 46   | 20   | 4    | 46   | 19   | 12   | 23   | 2    | 8    | 14   | 1   | 6   |  |     |     |  |        |        |
| Léger      | 10 décembre 2022  | 48   | 21   | 6    | 41   | 14   | 12   | 22   | 5    | 8    | 14   | 2   | 7   |  |     |     |  |        |        |
| Léger      | 6 novembre 2022   | 41   | 15   | 5    | 46   | 20   | 14   | 22   | 4    | 10   | 13   | 2   | 8   |  |     |     |  |        |        |

|  |  |

|  |  |

### Niveaux de satisfaction
|  |

## Liste des députés
- Les noms gras indiquent que la personne a été membre du conseil des ministres durant la législature.
- Les noms en italique indiquent les personnes qui ont été chefs d'un parti politique durant la législature.

|  | Député                          | Parti                                 | Circonscription             |
|  | ------------------------------- | ------------------------------------- | --------------------------- |
|  | Pierre Dufour                   | Coalition avenir                      | Abitibi-Est                 |
|  | Suzanne Blais                   | Coalition avenir                      | Abitibi-Ouest               |
|  | André A. Morin                  | Libéral                               | Acadie                      |
|  | Karine Boivin Roy               | Coalition avenir                      | Anjou–Louis-Riel            |
|  | Agnès Grondin                   | Coalition avenir                      | Argenteuil                  |
|  | Eric Lefebvre                   | Coalition avenir (2022-2024)          | Arthabaska                  |
|  | Eric Lefebvre                   | Indépendant (2024-2025)               | Arthabaska                  |
|  | Alex Boissonneault              | Parti québécois                       | Arthabaska                  |
|  | Luc Provençal                   | Coalition avenir                      | Beauce-Nord                 |
|  | Samuel Poulin                   | Coalition avenir                      | Beauce-Sud                  |
|  | Claude Reid                     | Coalition avenir                      | Beauharnois                 |
|  | Stéphanie Lachance              | Coalition avenir                      | Bellechasse                 |
|  | Caroline Proulx                 | Coalition avenir                      | Berthier                    |
|  | France-Élaine Duranceau         | Coalition avenir                      | Bertrand                    |
|  | Mario Laframboise               | Coalition avenir                      | Blainville                  |
|  | Catherine Blouin                | Coalition avenir                      | Bonaventure                 |
|  | Simon Jolin-Barrette            | Coalition avenir                      | Borduas                     |
|  | Madwa-Nika Cadet                | Libéral                               | Bourassa-Sauvé              |
|  | Paul St-Pierre Plamondon        | Parti québécois                       | Camille-Laurin              |
|  | Isabelle Charest                | Coalition avenir                      | Brome-Missisquoi            |
|  | Jean-François Roberge           | Coalition avenir                      | Chambly                     |
|  | Sonia LeBel                     | Coalition avenir                      | Champlain                   |
|  | Mathieu Lévesque                | Coalition avenir                      | Chapleau                    |
|  | Jonatan Julien                  | Coalition avenir                      | Charlesbourg                |
|  | Kariane Bourassa                | Coalition avenir                      | Charlevoix–Côte-de-Beaupré  |
|  | Marie-Belle Gendron             | Coalition avenir                      | Châteauguay                 |
|  | Sylvain Lévesque                | Coalition avenir                      | Chauveau                    |
|  | Andrée Laforest                 | Coalition avenir                      | Chicoutimi                  |
|  | Sona Lakhoyan Olivier           | Libéral                               | Chomedey                    |
|  | Martine Biron                   | Coalition avenir                      | Chutes-de-la-Chaudière      |
|  | Mathieu Rivest                  | Coalition avenir                      | Côte-du-Sud                 |
|  | Elisabeth Prass                 | Libéral                               | D'Arcy-McGee                |
|  | Benoit Charette                 | Coalition avenir                      | Deux-Montagnes              |
|  | Sébastien Schneeberger          | Coalition avenir                      | Drummond–Bois-Francs        |
|  | François Tremblay               | Coalition avenir                      | Dubuc                       |
|  | Kateri Champagne Jourdain       | Coalition avenir                      | Duplessis                   |
|  | Alice Abou-Khalil               | Coalition avenir                      | Fabre                       |
|  | Stéphane Sainte-Croix           | Coalition avenir                      | Gaspé                       |
|  | Robert Bussière                 | Coalition avenir                      | Gatineau                    |
|  | Gabriel Nadeau-Dubois           | Québec solidaire                      | Gouin                       |
|  | François Bonnardel              | Coalition avenir                      | Granby                      |
|  | Eric Girard                     | Coalition avenir                      | Groulx                      |
|  | Alexandre Leduc                 | Québec solidaire                      | Hochelaga-Maisonneuve       |
|  | Suzanne Tremblay                | Coalition avenir                      | Hull                        |
|  | Carole Mallette                 | Coalition avenir                      | Huntingdon                  |
|  | Audrey Bogemans                 | Coalition avenir                      | Iberville                   |
|  | Joël Arseneau                   | Parti québécois                       | Îles-de-la-Madeleine        |
|  | Gregory Kelley                  | Libéral                               | Jacques-Cartier             |
|  | Sol Zanetti                     | Québec solidaire                      | Jean-Lesage                 |
|  | Joëlle Boutin (2022-2023)       | Coalition avenir                      | Jean-Talon                  |
|  | Pascal Paradis (2023-)          | Parti québécois                       | Jean-Talon                  |
|  | Filomena Rotiroti               | Libéral                               | Jeanne-Mance–Viger          |
|  | André Lamontagne                | Coalition avenir                      | Johnson                     |
|  | François St-Louis               | Coalition avenir                      | Joliette                    |
|  | Yannick Gagnon                  | Coalition avenir                      | Jonquière                   |
|  | François Legault                | Coalition avenir                      | L'Assomption                |
|  | Éric Caire                      | Coalition avenir                      | La Peltrie                  |
|  | Linda Caron                     | Libéral                               | La Pinière                  |
|  | Christian Dubé                  | Coalition avenir                      | La Prairie                  |
|  | Chantale Jeannotte              | Coalition avenir                      | Labelle                     |
|  | Éric Girard                     | Coalition avenir                      | Lac-Saint-Jean              |
|  | Marc Tanguay                    | Libéral                               | LaFontaine                  |
|  | Isabelle Poulet                 | Coalition avenir                      | Laporte                     |
|  | Andrés Fontecilla               | Québec solidaire                      | Laurier-Dorion              |
|  | Céline Haytayan                 | Coalition avenir                      | Laval-des-Rapides           |
|  | Marie-Louise Tardif             | Coalition avenir                      | Laviolette–Saint-Maurice    |
|  | Marie-Louise Tardif             | Indépendante (7 au 28 mars 2023)      | Laviolette–Saint-Maurice    |
|  | Lucie Lecours                   | Coalition avenir                      | Les Plaines                 |
|  | Bernard Drainville              | Coalition avenir                      | Lévis                       |
|  | Isabelle Lecours                | Coalition avenir                      | Lotbinière-Frontenac        |
|  | Geneviève Guilbault             | Coalition avenir                      | Louis-Hébert                |
|  | Frédéric Beauchemin             | Libéral                               | Marguerite-Bourgeoys        |
|  | Frédéric Beauchemin             | Indépendant (octobre à décembre 2023) | Marguerite-Bourgeoys        |
|  | Shirley Dorismond               | Coalition avenir                      | Marie-Victorin              |
|  | Enrico Ciccone                  | Libéral                               | Marquette                   |
|  | Simon Allaire                   | Coalition avenir                      | Maskinongé                  |
|  | Mathieu Lemay                   | Coalition avenir                      | Masson                      |
|  | Pascal Bérubé                   | Parti québécois                       | Matane-Matapédia            |
|  | Haroun Bouazzi                  | Québec solidaire                      | Maurice-Richard             |
|  | François Jacques                | Coalition avenir                      | Mégantic                    |
|  | Ruba Ghazal                     | Québec solidaire                      | Mercier                     |
|  | Virginie Dufour                 | Libéral                               | Mille-Îles                  |
|  | Sylvie D'Amours                 | Coalition avenir                      | Mirabel                     |
|  | Michelle Setlakwe               | Libéral                               | Mont-Royal–Outremont        |
|  | Nathalie Roy                    | Coalition avenir                      | Montarville                 |
|  | Jean-François Simard            | Coalition avenir                      | Montmorency                 |
|  | Monsef Derraji                  | Libéral                               | Nelligan                    |
|  | Donald Martel                   | Coalition avenir                      | Nicolet-Bécancour           |
|  | Désirée McGraw                  | Libéral                               | Notre-Dame-de-Grâce         |
|  | Gilles Bélanger                 | Coalition avenir                      | Orford                      |
|  | Mathieu Lacombe                 | Coalition avenir                      | Papineau                    |
|  | Chantal Rouleau                 | Coalition avenir                      | Pointe-aux-Trembles         |
|  | André Fortin                    | Libéral                               | Pontiac                     |
|  | Vincent Caron                   | Coalition avenir                      | Portneuf                    |
|  | Sonia Bélanger                  | Coalition avenir                      | Prévost                     |
|  | Yves Montigny                   | Coalition avenir                      | René-Lévesque               |
|  | Pascale Déry                    | Coalition avenir                      | Repentigny                  |
|  | Jean-Bernard Émond              | Coalition avenir                      | Richelieu                   |
|  | André Bachand                   | Coalition avenir                      | Richmond                    |
|  | Maïté Blanchette Vézina         | Coalition avenir                      | Rimouski                    |
|  | Amélie Dionne                   | Coalition avenir                      | Rivière-du-Loup–Témiscouata |
|  | Brigitte Garceau                | Libéral                               | Robert-Baldwin              |
|  | Nancy Guillemette               | Coalition avenir                      | Roberval                    |
|  | Vincent Marissal                | Québec solidaire                      | Rosemont                    |
|  | Louis-Charles Thouin            | Coalition avenir                      | Rousseau                    |
|  | Daniel Bernard                  | Coalition avenir                      | Rouyn-Noranda–Témiscamingue |
|  | Geneviève Hébert                | Coalition avenir                      | Saint-François              |
|  | Dominique Anglade (2022)        | Libéral                               | Saint-Henri–Sainte-Anne     |
|  | Guillaume Cliche-Rivard (2023-) | Québec solidaire                      | Saint-Henri–Sainte-Anne     |
|  | Chantal Soucy                   | Coalition avenir                      | Saint-Hyacinthe             |
|  | Louis Lemieux                   | Coalition avenir                      | Saint-Jean                  |
|  | Youri Chassin                   | Coalition avenir                      | Saint-Jérôme                |
|  | Marwah Rizqy                    | Libéral                               | Saint-Laurent               |
|  | Manon Massé                     | Québec solidaire                      | Sainte-Marie–Saint-Jacques  |
|  | Christopher Skeete              | Coalition avenir                      | Sainte-Rose                 |
|  | Christine Fréchette             | Coalition avenir                      | Sanguinet                   |
|  | Christine Labrie                | Québec solidaire                      | Sherbrooke                  |
|  | Marilyne Picard                 | Coalition avenir                      | Soulanges                   |
|  | Lionel Carmant                  | Coalition avenir                      | Taillon                     |
|  | Etienne Grandmont               | Québec solidaire                      | Taschereau                  |
|  | Pierre Fitzgibbon (2022-2024)   | Coalition avenir                      | Terrebonne                  |
|  | Catherine Gentilcore (2025-)    | Parti québécois                       | Terrebonne                  |
|  | Jean Boulet                     | Coalition avenir                      | Trois-Rivières              |
|  | Denis Lamothe                   | Coalition avenir                      | Ungava                      |
|  | Ian Lafrenière                  | Coalition avenir                      | Vachon                      |
|  | Mario Asselin                   | Coalition avenir                      | Vanier-Les Rivières         |
|  | Marie-Claude Nichols            | Libéral                               | Vaudreuil                   |
|  | Marie-Claude Nichols            | Indépendante (2022-2025)              | Vaudreuil                   |
|  | Suzanne Roy                     | Coalition avenir                      | Verchères                   |
|  | Alejandra Zaga Mendez           | Québec solidaire                      | Verdun                      |
|  | Frantz Benjamin                 | Libéral                               | Viau                        |
|  | Valérie Schmaltz                | Coalition avenir                      | Vimont                      |
|  | Jennifer Maccarone              | Libéral                               | Westmount–Saint-Louis       |